# 明实录
《明實錄》是明代歷朝官修的編年體史書，是研究明朝歷史的基本史籍。記錄明太祖朱元璋到明熹宗朱由校共十三朝的史事。其中建文朝實錄附于《太宗實錄》前九卷《奉天靖难事迹》中，景泰朝實錄附于《英宗實錄》中间的《郕戾王附录》。全書共十三部，二千九百零九卷。纂修此書，係以朝廷諸司部院所呈繳的章奏、批件等為本，又以遣往各省的官員收輯的先朝事蹟做補充，逐年記錄各個皇帝的詔赦、律令，以及政治、經濟、文化等大事而成。明实录字数1600多万。

## 史料特徵
- 《明實錄》保存了大量的原始資料，具有重要史料價值、學術價值和文獻價值。
- 明代體制，嗣君登極後，即欽定監修、正副總裁及纂修諸臣，編輯先朝《實錄》。《實錄》正式修成後，卷首列御制序，臣下進《實錄》表，纂修諸臣姓名和纂修凡例等，焚其草稿，將謄錄的正本藏之內府。嘉靖十三年後，轉藏於皇史宬，而將謄寫的副本藏之于文淵閣，供後代閣臣、史官修《實錄》時借閱參考。
- 萬曆中，大學士申時行命諸學士校讎，始轉相抄錄，各種傳抄本才得以流傳。其中也出現了卷帙有出入，內容有詳略，以及脫落、簡錯等舛誤。今海內外留下的各種傳抄本約十餘部。

## 內容
十三朝實錄如下，不包括惠帝、景帝和愍帝，原因是：
1. 明成祖在靖难之役后，不承认建文帝的合法性，于是将建文年号统统改为洪武三十二到三十五年；
2. 明英宗在南宫复辟后，不承认景泰帝的合法性，于是干脆略而不提，直到成化年間以《廢帝郕戾王附錄》附於《英宗實錄》裡；
3. 明愍帝在甲申之变殉国后，清朝的人有《崇祯长编》[1]和《崇祯实录》等记述崇祯年间的事。[2]

| 順序 | 名稱           | 卷  | 其他 |
| ---- | -------------- | --- | --- |
| 1    | 太祖高皇帝實錄 | 257 | 建文元年（1399）禮部侍郎董倫等修。明成祖朱棣即位後凌遲族誅直書靖難事的葉惠仲，命李景隆、解縉等重修。永樂九年（1411）又改令姚廣孝、 夏原吉、胡廣等再修，十六年修成。《太祖實錄》記元至正十一年（1351）到洪武三十一年（1398）的史事。朱棣兩次重修太祖實錄，刪去了明太祖的過失以及建文朝遺臣對成祖的指斥，又歌頌朱棣“靖難”之功，以圖自解於天下後世。例如記載明太祖臨死時“遣中使持符召燕王還京，至淮安用事者矯詔即還。太祖不之知也，疾亟問左右曰：「第四子來未。」言不及他。聞雨降，喜形於色，遂崩”類似故事。反復刪改，使太祖實錄所記四十八年史事只餘二百五十七卷，顯得過簡。明朝滅亡後，錢謙益作《太祖實錄辨證》辨證。 |
| 2    | 太宗文皇帝實錄 | 130 | 楊士奇等纂修。前九卷是“奉天靖難事蹟”。其後記洪武三十五年（1402）到永樂二十二年（1424）八月事。宣德五年（1430）正月修成。 |
| 3    | 仁宗昭皇帝實錄 | 10  | 蹇義等纂修。起於永樂二十二年八月，終於洪熙元年（1425）五月，與《太宗文皇帝實錄》同時進呈。 |
| 4    | 宣宗章皇帝實錄 | 115 | 楊士奇等纂修。起于洪熙元年六月，終於宣德十年正月。正統三年（1438）四月修成。 |
| 5    | 英宗睿皇帝實錄 | 361 | 陳文等纂修。包括正統、景泰兩朝以及英宗復位後天順年間史事。起於宣德十年正月，終於天順八年（1464）正月。其中卷一百八十三至卷二百七十三共九十一卷為景泰帝實錄，名《廢帝郕戾王附錄》。成化三年（1467）八月修成。 |
| 6    | 憲宗純皇帝實錄 | 293 | 閣臣劉吉等纂修。記天順八年正月到成化二十三年八月事。弘治四年（1491）八月修成。 |
| 7    | 孝宗敬皇帝實錄 | 224 | 大學士劉健、謝遷等首修，後由吏部侍郎焦芳等續修。記成化二十三年八月到弘治十八年五月事，正德四年（1509）修成。由於焦芳與劉瑾相結，實錄中凡上褒貶，多挾恩怨。 |
| 8    | 武宗毅皇帝實錄 | 197 | 大學士費宏等纂修。記弘治十八年五月到正德十六年三月事。嘉靖四年（1525）六月修成。 |
| 9    | 世宗肅皇帝實錄 | 566 | 徐階、張居正等纂修。起於正德十六年四月，終於嘉靖四十五年十二月。萬曆五年（1577）八月修成。 |
| 10   | 穆宗莊皇帝實錄 | 70  | 張居正等纂修，記嘉靖四十五年十二月到隆慶六年（1572）五月事。萬曆二年七月修成。 |
| 11   | 神宗顯皇帝實錄 | 596 | 大學士顧秉謙等纂修。起于隆慶六年五月，終於萬曆四十八年七月。崇禎三年（1630）十一月修成。 |
| 12   | 光宗貞皇帝實錄 | 8   | 大學士葉向高等纂修。記泰昌元年（即萬曆四十八年）八月到十二月事。天啟三年（1623）修成。 |
| 13   | 熹宗悊皇帝實錄 | 84  | 溫體仁等纂修。記天啟元年正月到七年十二月事。崇禎元年始修，崇禎末年成書。傳熹宗實錄修成後，藏于皇史宬，清順治初，降清的大學士馮銓又得入內閣，因見天啟四年記事揭露其媚魏忠賢醜事甚多，遂抽去與己有關部分，故今所見的熹宗實錄均缺天啟四年（但梁鴻志本有天啟四年事）與七年六月事。 |

另外嘉靖年間明世宗亦為其父親編寫《大明恭穆献皇帝实录》五十卷（《明史》稱《睿宗實錄》），今存抄本第11－50卷於天津图书馆，亦不算入《明實錄》內。

## 明實錄的出版
长期以来，除了皇帝和少数内阁大臣和修纂后朝实录的史官以外，深藏宫中的《明实录》，天下臣民无由得见。万历十六年，明神宗下令首辅申时行将历朝实录抄录成小型御览本。在重抄中，诸校对、誊录官乘机“于馆中誊出，携归私第，转相钞录”，致使当时抄实录者“遍及台省”。万历二十二年，因修正史，复取出实录，供史臣参考。官员们再次乘机大肆传抄。万历二十四年，由于乾清宫火灾，御览本《明实录》“旧本亡失”，因此神宗皇帝又一次“命内阁誊进累朝《宝训》及《实录》以“补之”。在这次费时二年零四个月的重录中，《明实录》同样被参与抄录的史官传抄出宫外。经过三次大规模的抄录活动，实录广泛流传到民间，出现了“家藏户守”实录的局面。甚至还出现有公开销售实录抄本的现象，每部高达“五万缗”。晚明清初，在京师及江南等文化发达地区，许多巨室拥有明代实录。
1941年，梁鴻志影印江蘇省立國學圖書館傳抄本，將建文朝史事附入《太宗實錄》，並附後人補輯的《崇禎實錄》十七卷，計五百冊，為其後通用本，但錯訛甚多。這是中國《明實錄》的第一部印刷本，在此之前所流行之本皆是鈔本。
1930年至1961年，中央研究院歷史語言研究所對原國立北平圖書館所藏的紅格鈔本《明實錄》進行的大規模整理和校勘。此次整理和校勘，以紅格本為底本，以廣方言館本、抱經樓本、北京大學本、禮王府本、嘉業堂本、天一閣本、明內閣精寫本、梁鴻志影印本、內閣大庫藏清初明史館鈔本等數十種本子為對校本，對《明實錄》中的錯訛 進行了長時間大規模的校勘，先後有傅斯年、王崇武、黃彰健等專家參加，凝結了幾代人的心血。此次整理和校勘的結果是影印了經過校勘的本子－－臺本，和撰成了具有相當分量的《明實錄校勘記》。全書計正文一百三十三冊、校勘記二十九冊、附錄二十一冊，是為目前最善與最通行之傳本。该版本在中国大陆与台湾皆有出版。

## 最善之本：紅格鈔本
明朝每修完一代皇帝實錄，都進行妥善保管，尤其是明神宗以後，實錄與寶訓修完後，即謄寫四份，實錄與寶訓正本藏皇史宬，副本藏內閣，大本藏乾清宮，另有小型本以供御覽。這樣，就有正副大小四種本子同時並存，但其內容完全一樣，不得有任何錯漏。李自成進入北京後，四種實錄皆受不同程度的損破，但一直到乾隆年間，正副大小四種實錄絕大部分都完好無損。清初為修明史，遂將正副大小四本俱移藏明史館，為便於檢閱，明史館就綜合四種本子的明實錄重新抄錄一本，力求完善，以供修史之用。乾隆年間，明史修成。由於忌諱，《明實錄》則變成了禁書，民間的傳抄本多收繳焚毀，而史館的正副大小本，以書冊寬大，需挪出以置其他檔冊。同時因欽定明史已成，而實錄又殘缺，遂從大學士三寶之請，於乾隆四十八年（1783年）三月，將庫存明實錄及皇帝寶訓，共4757本，移出史館，一併焚毀。此後，就只有明史館傳鈔的那部實錄為最善之本了。而隨著歲月的流逝，這部實錄亦日漸殘破。民國年間，實錄藏于北平圖書館中，稱為紅格鈔本，其後經過輾轉遷移，現在則藏於國立故宮博物院圖書文獻館。

## 內容問題
明實錄在明朝編寫，存在隱諱、曲筆，《史乘考誤》、《國史考異》等書澄清了許多事實。
近代歷史學者吳晗認為，因為《熹宗悊皇帝實錄》裏記載了馮銓的醜事，馮銓降清以後，憑藉職權方便，把記有他醜事的那一部份原本偷走了，故「明實錄」的傳抄本也缺了那一部份。

### 引用
1. ↑  .   [2021-12-14]. （原始内容存档于2021-12-14）.
2. ↑  .   [2021-12-14]. （原始内容存档于2021-12-14）.
3. ↑  .   [2021-05-03]. （原始内容存档于2021-05-03）.：…上在位四十五年，寿六十。寻上尊谥为：钦天履道英毅圣神宣文广武洪仁大孝肃皇帝；庙号：世宗…
4. ↑  .   [2021-05-03]. （原始内容存档于2021-05-03）.：…上在位四十八年，寿五十有八。九月甲申，上尊谥曰：范天合道哲肃敦简光文章武安仁止孝显皇帝；庙号曰：神宗…
5. ↑  《明史》·卷九十七·志第七十三 藝文二：《睿宗實錄》五十卷，《寶訓》十卷嘉靖四年，大學士費宏言：「獻皇帝嘉言懿行，舊邸必有成書，宜取付史館纂修。」從之。
6. ↑  高艳林《论〈大明恭穆献皇帝实录〉的史料价值》
7. ↑  .   [2025-02-23]. （原始内容存档于2022-06-30）.
8. ↑  吳晗，《談遷與〈國榷〉》，第2页，（出自：谈迁，《国榷》，中华书局，1958年版，ISBN 7-101-00372-9）。